# Henoteizmus
A henoteizmus (görög heisz theosz, „egy isten”)  egy legfelsőbb isten imádata, amely nem tagadja más imádható istenségek létezését (vagy lehetséges létezését), akik esettől függően részesülhetnek kisebb istentiszteletben.
A kifejezést Friedrich Schelling (1775–1854) alkotta meg a kifejezést, Friedrich Welcker (1784–1868) pedig az ókori görögök monoteizmusának ábrázolására használta.
Max Müller brit orientalista, különösen a hinduizmussal foglalkozó tanulmányaiban szélesebb körben alkalmazta a kifejezést. Ő úgy vélte, a henoteizmus „elvben monoteizmus, gyakorlatban politeizmus.” Ezt a kifejezést tette meg a nyugati teológiát és vallási exceptionalizmust illető kritikája központjává; a kritikában kifogásolta azt a feltételezést, hogy az egyistenhit felsőbbrendű a sokistenhitekhez képest.
A szóval rokon értelmű kifejezések az inkluzív monoteizmus és a monarchiális politeizmus, melyek ugyanezen jelenség egyes formáit írják le. Rokon fogalom a monolatrizmus és a kathenoteizmus, melyeket általában a henoteizmus alfajainak tekintenek. Utóbbi a görög καθ’ ἕνα θεόν (kath' hena theon – „egyszerre egy isten”) kifejezésből ered. A henoteizmus hasonlít a monolatriához, ami azt jelenti, hogy valaki csak egy istent imád, de a henoteista egy bizonyos panteonon belül bármelyik istent imádhatja a körülményektől függően.
A henoteizmus a legtöbb sokistenhitre jellemző. Különböző megjelenési formái vannak az egyénitől a területi és állami henoteizmusig.
Az egyéni jelleg abban jelentkezik, amikor szokássá válik a nagy, közös panteonból egy személyes védnököt kiválasztani. A személyes védnök válik az egyén főistenévé, akinek így a hivatalos isteni hierarchiától eltérő, saját ranglistája lesz. Ez nem befolyásolja részvételét a hivatalos kultuszokban. A területi henoteizmusban egy-egy tájegységnek, városkörzetnek vagy egyéb politikai-földrajzi entitásnak van saját hierarchiája. Ennek legmarkánsabb példája az ókori Egyiptom, ahol szinte minden fontosabb kultuszhelyen önálló főistent, istentriászt vagy isteni kilencséget tiszteltek. Mennoferben Ptah, Unuban Atum (később Atum-Ré), Uaszetben eredetileg Hnum, később Ámon majd Ámon-Ré, Per Szobekben Szobek helyileg világteremtő jellegűek és a panteon főisteni tisztét töltötték be. Ezt a rendszert már Étienne Drioton is a „látens monoteizmussal” hozta összefüggésbe. Valószínűleg önállóan kialakuló területi panteonok összeolvadásáról van szó, amelyben a hivatalos, állami főisteni tisztet legtöbbször az uralkodóház származása határozta meg. Az állami kultuszok azonban nem befolyásolták a helyieket és fordítva. Hasonló rendszer alakult ki az ókori görögöknél is, ahol a korai időszakokban egymástól elszigetelt földrajzi egységek önálló panteonjai olvadtak össze azzá, amit görög mitológiaként ismerünk.
Mezopotámiában hasonló kiindulásból állami henoteizmus lett, a sumer városállamok felett hegemóniát gyakorló állam hitvilága szabta meg az állami kultuszok főistenét és a panteon pontos struktúráját, miközben a mezopotámiai mitológia egyébként meglehetősen egységes maradt. Amikor Uruk átvette az irányítást a legfontosabb sumer államok felett, akkor Istár és An váltak a főistenekké, közben Istár összeolvadt a kisi Inannával. Később Ur idején Nanna és Ningal váltak állami istenekké. Az Akkád Birodalom Nanna akkád változatát, Színt tisztelte. Eközben északnyugaton az asszírok már Assur kultuszait gyakorolták, aki a helyi főisten volt és később az Asszír Birodalom idején a teljes térség főistenévé vált. Assur egyébként is az egyik legfontosabb mezopotámiai isten, Enlil helyi változata. Mindezek a változások azonban a legkisebb mértékben sem akadályozták meg, hogy egyes templomok papsága a saját istenét helyileg fontosabbnak tartsa az állami istennél. Az állami henoteizmus egyik utolsó megnyilvánulása a Római Birodalom kereszténység előtti utolsó szakasza, ahol Septimius Severustól kezdődően szinte minden császár megpróbálkozott valamilyen egységes állami kultusz létrehozásával. Legtöbbjük azonban sikertelen kísérlet volt, mert a római vallási toleranciával alapvetően ellenkezett a bevezetni kívánt államvallás. Államvallást Rómában csak hosszas vajúdás során az I. Constantinustól I. Theodosiusig terjedő időszakban a kereszténységnek sikerült a birodalomra erőltetni.